# Temperatura ciała człowieka

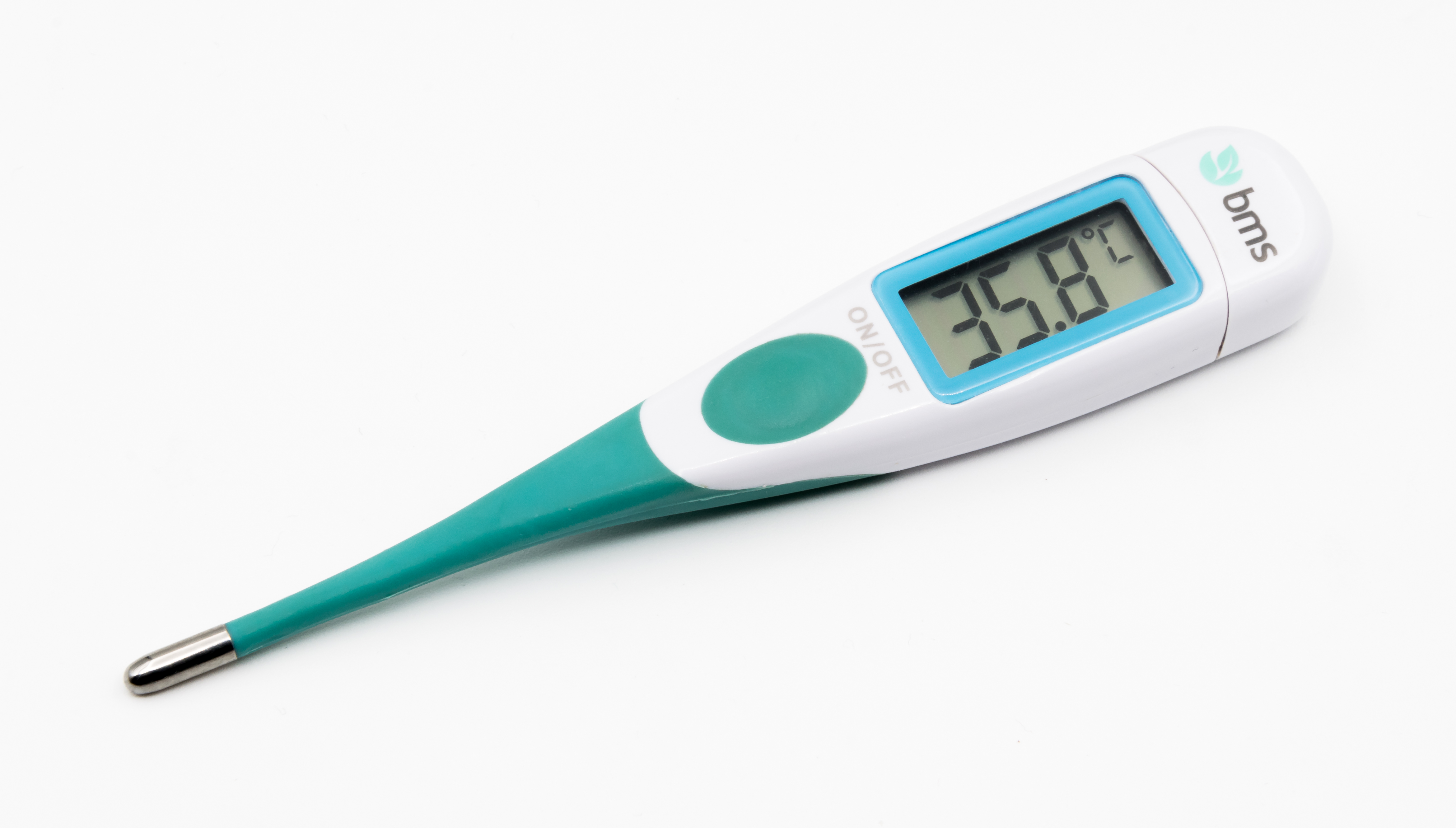
Elektroniczny termometr do pomiaru temperatury ciała

Temperatura ciała człowieka w dużej mierze zależy od miejsca pomiaru, pory dnia oraz poziomu aktywności danej osoby. Wbrew powszechnej opinii nie istnieje jedna, stała, wartość temperatury ciała dla wszystkich osobników.

## Historia pojęcia i aktualne badania
Kiedyś sądzono, że średnia temperatura (mierzona w ustach) zdrowej, dorosłej osoby wynosi 37 °C. Temperatura normalna obejmowała zakres od 36,1 °C do 37,8 °C. W Polsce i Rosji temperaturę mierzono pod pachą. W tych krajach za temperaturę „idealną” uważano 36,6 °C, za normalną zaś temperaturę w zakresie od 36 °C do 36,9 °C.
Ostatnie badania wykazały, że średnia temperatura zdrowej, dorosłej osoby wynosi 36,8 °C (w 3 badaniach uzyskano ten sam wynik).
Wahania (jedno odchylenie standardowe) uzyskane podczas trzech badań są następujące:
- 36,4–37,1 °C
- 36,3–37,1 °C wśród mężczyzn, 36,5–37,3 °C wśród kobiet
- 36,6–37,3 °C

## Wahania w zależności od miejsca pomiaru
Temperatura zmienia się wraz z miejscem, w którym dokonuje się pomiaru. W odbycie jest ona od 0,3 do 0,6 °C wyższa niż w jamie ustnej. Natomiast pod pachą temperatura jest od 0,3 do 0,6 °C niższa niż w jamie ustnej. Wśród hinduskich dzieci w wieku od 6 do 12 lat średnia różnica w temperaturze mierzonej w jamie ustnej i pod pachą wynosiła tylko 0,1 °C (standardowe odchylenie to 0,2 °C). Wśród maltańskich dzieci w wieku od 4 do 14 lat różnica ta była również niewielka i wynosiła 0,56 °C, zaś różnica pomiędzy temperaturą w odbycie i pod pachą wśród dzieci w wieku poniżej 4 lat wynosiła 0,38 °C.

## Wahania rozwojowe
Wśród ciepłokrwistych zwierząt niższych można wyróżnić takie, które po urodzeniu są zimnokrwiste. Kocięta, króliki i szczeniaki, jeśli zostaną odseparowane od otoczenia w krótkim czasie po urodzeniu, doświadczają spadku temperatury ciała, aż do osiągnięcia poziomu podobnego do temperatury otoczenia. Ale zwierzęta te po urodzeniu są jeszcze ślepe, bezradne i czasami nie mają sierści. Zwierzęta, które po urodzeniu są rozwinięte w większym stopniu mogą utrzymywać temperaturę ciała na dość stałym poziomie. U silnych, zdrowych nowo narodzonych (1–2 dni wcześniej) dzieci temperatura po odseparowaniu od otoczenia wzrasta, natomiast u słabych, nieprawidłowo rozwiniętych temperatura utrzymuje się na jednym poziomie lub spada. Te wahania temperatur obserwowane u noworodków i młodych zwierząt są skutkiem niedoskonałego rozwinięcia się mechanizmów regulacji nerwowej.
Przeciętna temperatura nieznacznie obniża się w okresie między niemowlęctwem i pokwitaniem a następnie między pokwitaniem i wiekiem średnim. Ale zanim ten okres się zakończy, temperatura znów zaczyna wzrastać, a w wieku ok. 18 lat jest tak wysoka, jak podczas okresu niemowlęctwa.

## Wahania wywołane rytmem dobowym
U ludzi dzienne wahania obserwuje się w zależności od faz spoczynku i aktywności. Najniższą temperaturę obserwuje się między godziną 23 a 3, zaś najwyższą między 10 a 18. U małp również obserwuje się wyraźne dzienne wahania, które powiązane są z fazą spoczynku i aktywności, a nie z dniem i nocą. Małpy nocne najwyższą temperaturę ciała osiągają nocą, a najniższą w ciągu dnia. Sutherland Simpson i J. J. Galbraith zauważyli, że wszystkie nocne zwierzęta i ptaki, których fazy spoczynku i aktywności są w sposób naturalny odwrócone za sprawą nawyków, a nie poprzez wpływy zewnętrzne, osiągają najwyższą temperaturę podczas naturalnej dla nich fazy aktywności (nocą), a najniższą podczas okresu spoczynku (w ciągu dnia). Te wahania mogą zostać odwrócone poprzez odwrócenie ich trybu dnia.
Krzywa dziennej temperatury ciała ptaków jest zasadniczo podobna do ludzkiej i zwierząt stałocieplnych. Różni się tym, że temperatura maksymalna jest osiągana wcześniejszym popołudniem, a minimalna wcześniej rano. Krzywe mówiące o królikach, świnkach morskich i psach były podobne do krzywych mówiących o ludziach. Obserwacje te pozwoliły stwierdzić, że temperatura jest częściowo regulowana przez rytm dobowy.

## Wahania u kobiet spowodowane cyklem menstruacyjnym
Podczas fazy folikularnej (trwającej od pierwszego dnia menstruacji do ostatniego dnia owulacji) przeciętna podstawowa temperatura ciała u kobiet waha się między 36,45 °C a 36,7 °C. Podczas 24 godzin – kiedy trwa owulacja – temperatura wzrasta o 0,15–0,45 °C. Jest to związane z intensywniejszą przemianą materii w tym czasie, spowodowaną wzrostem poziomu progesteronu. Podstawowa temperatura ciała waha się pomiędzy 36,7 °C a 37,3 °C podczas trwania fazy lutealnej, a podczas kilku dni menstruacji obniża się do poziomu osiąganego w fazie przedowulacyjnej. Dzięki obserwacji zmiany temperatury ciała, kobiety mają możliwość wyznaczenia momentu owulacji, co może być pomocne w zapłodnieniu lub w przeciwdziałaniu mu.

## Wahania spowodowane gorączką
Gorączka to stan polegający na zwiększeniu temperatury w punkcie nastawczym w podwzgórzu, spowodowany pojawieniem się w obiegu pirogenów, które zostały wyprodukowane przez układ immunologiczny. W związku z czym, wzrost temperatury wywołany gorączką może wywoływać uczucie zimna w miejscach, w których osoby bez gorączki go nie doświadczają.

## Wahania wywołane biologicznym sprzężeniem zwrotnym
Grupa mnichów zwanych Tummo jest znana z tego, że poprzez praktykowanie technik medytacji opartych na biologicznym sprzężeniu zwrotnym, potrafi w znacznym stopniu podnieść temperaturę swojego ciała.

## Wahania wywołane innymi czynnikami
W badaniu Simpsona i Galbraitha średnia temperatura ciała osobników żeńskich była wyższa niż osobników męskich (wśród wszystkich organizmów, u których udało się określić płeć).
Jedzenie wywołuje czasami wzrost temperatury, ale czasami również spadek. Jednorazowa dawka alkoholu powoduje spadek temperatury, natomiast podczas wielokrotnego podania alkoholu, w nocy może nastąpić hipertermia. Ćwiczenia oraz zmiany temperatury otoczenia w średnich granicach, wywołują bardzo niewielkie zmiany, ponieważ na temperaturę wpływa również wiele czynników kompensujących. Średnia temperatura stworzeń zamieszkujących tropiki jest bardzo podobna do temperatury tych gatunków, które żyją w rejonach arktycznych.